# OFCプレジデンツカップ
OFCプレジデンツカップ（英: OFC President's Cup）は、オセアニアサッカー連盟（OFC）が主催する、サッカーの国際大会である。2014年から開催されている。

## 概要
参加するのはOFCチャンピオンズリーグの優勝クラブと準優勝クラブ。加えて他地域からも含めて4チームが招待され、計6チームによって争われる。3チームずつ2グループに分けて予選を行い、各グループ1位のクラブが決勝へ、2位のクラブが3位決定戦へ、3位のクラブが5位決定戦へと進む。
招待チームはクラブチームに限定されていない。2014年にはU-23シンガポール代表とU-20フィジー代表が参加している。

## 結果
| 回 | 開催年 | 開催地       |      | 決勝戦               | 決勝戦 | 決勝戦   |      | 3位決定戦            | 3位決定戦 | 3位決定戦            |  | 出場 チーム数 |
| 回 | 開催年 | 開催地       | 優勝 | 結果                 | 準優勝 | 3位      | 結果 | 4位                  |           |                      |  | 出場 チーム数 |
| -- | ------ | ------------ | ---- | -------------------- | ------ | -------- | ---- | -------------------- | --------- | -------------------- |  | ------------- |
| 1  | 2014年 | オークランド |      | オークランド・シティ | 2 - 1  | アミカレ |      | アル・ブサイティーン | 3 - 0     | U-23シンガポール代表 |  | 6             |